# Palau de la Virreina
Het Palau de la Virreina (Paleis van Virreina, Spaans: Palacio de la Virreina) is een gebouw aan La Rambla in het centrum van Barcelona. Vandaag is er het hoofdkantoor van het cultuurinstituut van Barcelona (Institut de Cultura de l'Ajuntament de Barcelona) en biedt het onderdak aan verschillende tijdelijke tentoonstellingen en culturele evenementen. Het paleis werd gebouwd tussen 1772 en 1778, voor Manuel d'Amat i de Junyent, onderkoning van Peru tussen 1761 en 1776. Virreina betekent vrouw van de onderkoning in het Catalaans. De architect was Carles Grau. Het paleis werd gebouwd in een stijl tussen barok en rococo. Aan de gevel van het paleis hangt een beeld van Onze-Lieve-Vrouw van de Rozenkrans (1967) van Luisa Granero.